# Cantone di Carlux
Il Cantone di Carlux era una divisione amministrativa dell'arrondissement di Sarlat-la-Canéda.
A seguito della riforma approvata con decreto del 21 febbraio 2014, che ha avuto attuazione dopo le elezioni dipartimentali del 2015, è stato soppresso.

## Composizione
Comprendeva i comuni di:
- Calviac-en-Périgord
- Carlux
- Carsac-Aillac
- Cazoulès
- Orliaguet
- Peyrillac-et-Millac
- Prats-de-Carlux
- Sainte-Mondane
- Saint-Julien-de-Lampon
- Simeyrols
- Veyrignac